# Nery Veloso
Pour les articles homonymes, voir Veloso.
Nery Veloso est un footballeur chilien né le 1er mars 1987 à Los Ángeles au Chili.
Il joue actuellement au poste de gardien dans le club chilien de l'Universidad de Chile.